# Jyrki Välivaara
Jyrki Välivaara (ur. 30 maja 1976 w Jyväskylä) – fiński hokeista. Reprezentant Finlandii.

## Kariera klubowa
- JYP U18 (1992-1994)
- JYP U20 (1994-1997)
- JYP (1997-2001)
- Tappara (2001-2003)
- Linköping (2003-2006)
- Malmö Redhawks (2006-2008)
- JYP (2008-2011)
- Mietałłurg Nowokuźnieck (2011-2012)
- JYP (2012-2014)
- Lukko (2014)

Wychowanek i od czerwca 2012 ponownie zawodnik klubu JYP. Od czerwca 2014 zawodnik Lukko, po czym w lipcu 2014 ogłosił zakończenie kariery z uwagi na kontuzję stawu biodrowego.
Uczestniczył w turnieju mistrzostw świata w 2011.

## Sukcesy
Reprezentacyjne
- Złoty medal mistrzostw świata: 2011

Klubowe
- Złoty medal mistrzostw Finlandii: 2003 z Tappara, 2009 z JYP
- Brązowy medal mistrzostw Finlandii: 2002 z Tappara, 2013 z JYP
- Srebrny medal mistrzostw Finlandii: 2010 z JYP
- European Trophy: 2013 z JYP